# Pasícrates d'Esmirna
Pasícrates (en llatí Pasicrates, en grec antic Πασικράτης), fill de Caprió i net de Pasícrates, va ser un metge grec destacat per l'acurada preparació que feia dels aparells quirúrgics. Era nadiu d'Esmirna i seguidor d'Erasístrat. L'esmenta repetidament Oribasi. Era el pare d'Aristió i va viure probablement després de Nimfòdor i abans d'Heliodor i, per tant, hauria viscut al segle II aC o al segle I aC. Probablement és el Pasícrates esmentat per Asclepíades Farmació. Va deixar un altre fill de nom Metròdor.